# (9758) Dainty
(9758) Dainty (1991 GZ9) – planetoida z grupy pasa głównego asteroid okrążająca Słońce w ciągu 4,54 lat w średniej odległości 2,74 j.a. Odkryta 13 kwietnia 1991 roku.